# Ламот, Роберт
Ро́берт Ламо́т (фр. Robert Lamoot; 18 апреля 1911 года, Остенде — 15 июня 1996, неизвестно) — бельгийский футболист, нападающий, участник чемпионата мира 1934 года.

## Клубная карьера
Ламот — воспитанник клуба Остенде. В 1928 году дебютировал в основном составе первой команды, выступавшей на тот момент в третьем дивизионе. В конце сезона брюссельский клуб завоевал повышение во второй дивизион. В 1931 году клуб снова вылетел в третий дивизион по итогам сезона. В 1933 году стал игроком клуба Даринг; сумма трансфера составила 100 000 бельгийских франков.
В линии атаки его партнёром стал Мариус Монделе, который по итогам сезона забил 24 гола и стал лучшим бомбардиром чемпионата Бельгии вместе с Виталь Ван Ландегем выступавшим за «Юнион». Помог команде прервать рекордную беспроигрышную серию того же «Юниона». В 1936 и 1937 годах становился чемпионом Бельгии; в 1935 году завоевал национальный кубок.
В 1938 году проиграл конкуренцию молодому нападающему и будущему участнику ЧМ-1938 — Фернандe Бёйле и перешёл в клуб Олимпик Шарлеруа. Во время Второй мировой войны результаты команды стали хуже, но в сезоне 1947 года клуб показал свой лучший результат заняв второе место после «Андерлехта» по итогам сезона.
В 36 лет перешёл в клуб низшего дивизиона Ла Лувьер, в первом сезоне стал стал победителем четвёртого дивизиона. В 1949 году завершил профессиональную карьеру.

## Карьера в сборной
В 1933 по 1936 годах провёл 7 матчей за сборную. 22 октября 1933 года дебютировал за сборную в разгромном поражение от Германии и забил дебютный гол. Был также в заявке на чемпионат мира 1934 года во Италии, но не играл на турнире.
| Матчи и голы Роберта Ламота за сборную Бельгии | Матчи и голы Роберта Ламота за сборную Бельгии | Матчи и голы Роберта Ламота за сборную Бельгии | Матчи и голы Роберта Ламота за сборную Бельгии | Матчи и голы Роберта Ламота за сборную Бельгии | Матчи и голы Роберта Ламота за сборную Бельгии | Матчи и голы Роберта Ламота за сборную Бельгии |
| ---------------------------------------------- | ---------------------------------------------- | ---------------------------------------------- | ---------------------------------------------- | ---------------------------------------------- | ---------------------------------------------- | ---------------------------------------------- |
| №                                              | Дата                                           | Место проведения                               | Соперник                                       | Счёт                                           | Голы                                           | Турнир                                         |
| 1                                              | 25 февраля 1934                                | Дуйсбург, Германия                             | Германия                                       | 8:1                                            | 89′                                            | Товарищеский матч                              |
| 2                                              | 3 мая 1936                                     | Брюссель, Бельгия                              | Нидерланды                                     | 1:1                                            | —                                              | Товарищеский матч                              |
| 3                                              | 9 мая 1936                                     | Брюссель, Бельгия                              | Англия                                         | 3:2                                            | —                                              | Товарищеский матч                              |
| 4                                              | 24 мая 1936                                    | Базель, Швейцария                              | Швейцария                                      | 1:1                                            | —                                              | Товарищеский матч                              |
| 5                                              | 25 апреля 1937                                 | Ганновер, Третий Рейх                          | Германия                                       | 1:0                                            | —                                              | Товарищеский матч                              |
| 6                                              | 18 мая 1939                                    | Брюссель, Бельгия                              | Франция                                        | 1:3                                            | 62′                                            | Товарищеский матч                              |
| 7                                              | 27 мая 1939                                    | Лодзь, Польша                                  | Польша                                         | 3:3                                            | —                                              | Товарищеский матч                              |

Итого: 7 матчей / 2 гола; 1 победа, 3 ничьи, 3 поражения.